# Нагоряны (Тернопольская область)
Нагоряны (укр. Нагоряни) — село в Толстенской поселковой общине Чортковского района Тернопольской области Украины.
До 2020 года входило в Залещицкий район.
Код КОАТУУ — 6122086602. Население по переписи 2001 года составляло 593 человека.

## Географическое положение
Село Нагоряны находится на левом берегу реки Джурин в месте впадения в неё реки Поросячка,
выше по течению на расстоянии в 0,5 км расположено село Нырков,
ниже по течению на расстоянии в 1 км расположено село Устечко.

## История
- 1493 год — дата основания.

## Объекты социальной сферы
- Школа I ст.